# Mixed Hockey Club Woerden
De Mixed Hockey Club Woerden is de hockeyclub van Woerden. De vereniging is in 1975 opgericht. De accommodatie van de vereniging is gelegen langs de Waardsedijk op het sportcomplex Cromwijck in Woerden-West (Molenvliet). De vereniging beschikt sinds het seizoen 2010-2011 over 1 semi-waterveld en 2 1/2 zandingestrooide velden. Vanaf seizoen 2014-2015 heeft de vereniging 2 semi-watervelden en 1 1/2 zandveld.